# Schreiber Foods
Schreiber Foods Inc., es una compañía láctea que distribuye queso natural, queso procesado, queso en crema y yogur de marca blanca con sede en Green Bay, Wisconsin. Con una ventas de más de $5.000 millones, Forbes la sitúa en el puesto 84.º (2014) de las compañías lácteas.

## Historia de la compañía

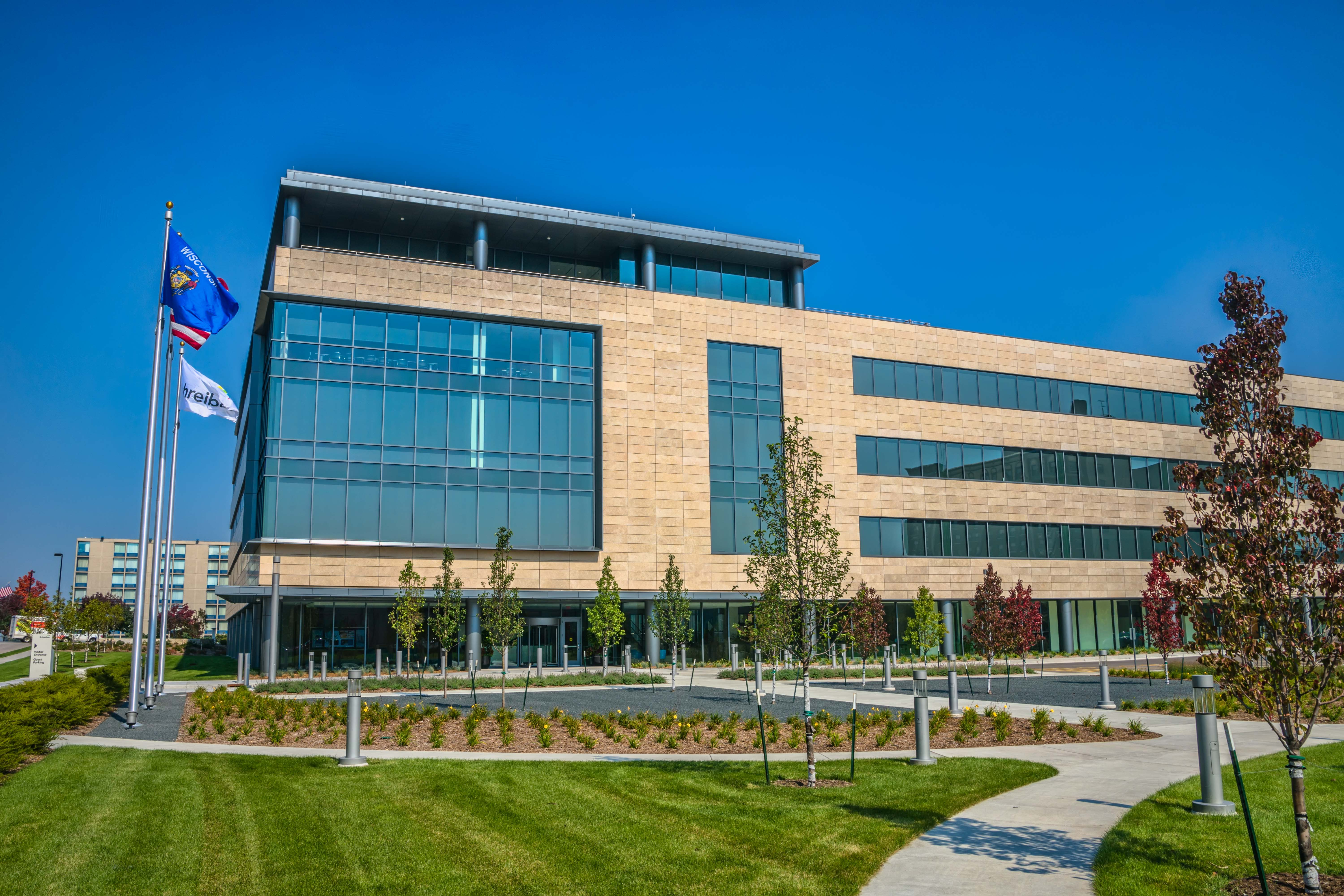
Sede de Schreiber Foods en Green Bay, Wisconsin.

Schreiber Foods fue fundada en 1945 por L.D. Schreiber, Merlin G. Bush y Daniel D. Nusbaum. Comenzó con una planta de queso en Green Bay. En 1950, Schreiber abrió una segunda planta de queso en Carthage, Missouri.En los años 1970 añadió dos plantas más, en Logan, Utah, y Monett, Misuri. En 2000, Schreiber adquirió la planta de la compañía Beatrice Foods en Waukesha, Wisconsin. Más tarde adquirió Pinnacle Cheese en Pittsburgh, Pensilvania (2000). En 2002 adquirió Raskas Foods en San Luis, Misuri.
Desde entonces, se ha expandido por Pensilvania, Georgia, Texas, Nebraska, California y Utah, además de operaciones internacionales en Austria, Brasil, Alemania, India, México, Uruguay, Portugal, España, Bulgaria, República Checa y Eslovaquia.

## Cronología reciente
- 2015 En mayo compró a Senoble Internacional las fábricas de Noblejas y Talavera de la Reina (Toledo), y cerró un acuerdo con Mercadona, primera enseña española de distribución.[2]

## Producción de queso
Schreiber fabrica bajo marca blanca quesos de crema y yogur para restaurantes, tiendas y distribuidores. En Estados Unidos es el segundo productor de queso en crema y uno de los más grandes productores de yogur.

## Empleados
Schreiber emplea a más de 7.000 personas en todo el mundo. Su CEO es Mike Haddad, presidente Larry Ferguson, y CFO Mate Mueller. Jerry Smyth es el Consejo General. La compañía pasó a propiedad de los empleados (ESOP con siglas en inglés) en 1999.

## Sedes
La compañía tiene su sede en Green Bay, Wisconsin, aunque tiene instalaciones de producción en las siguientes localidades de Estados Unidos (* el asterisco designa un centro de distribución):
- Tempe, Arizona
- Fullerton, California
- Carthage, Misuri*
- Clinton, Misuri
- Monett, Misuri
- Monte Vernon, Misuri
- Shippensburg, Pensilvania*
- Stephenville, Texas*
- Logan, Utah*
- Smithfield, Utah
- Green Bay, Wisconsin*
- Richland Centro, Wisconsin
- Curva del oeste, Wisconsin

Otras instalaciones de producción internacional:
- Hörbranz, Austria
- Curitiba, Brasil
- Wangen, Alemania
- Baramati, India
- Leon, México
- San Jose, Uruguay
- Castelo Branco, Portugal
- Santa Cruz de Tenerife, España
- Noblejas, España
- Talavera de la Reina, España
- Sofía, Bulgaria
- Benešov, República Checa
- Zvolen, Eslovaquia

## Publicaciones
- Dieciséis onzas a la libra: La historia de Schreiber Foods. Schreiber Foods, Green Bay, Wisconsin, 2003.